# Shaoshan (Gemeinde)
Shaoshan (chinesisch 韶山乡, Pinyin Sháoshān Xiāng) ist eine Gemeinde der kreisfreien Stadt Shaoshan, die zum Verwaltungsgebiet der bezirksfreien Stadt Xiangtan in der zentralchinesischen Provinz Hunan gehört. Shaoshan hat eine Fläche von 85,34 km² und Ende 2019 etwa 35.000 Einwohner.

## Geschichte
In der bäuerlich geprägten Gegend wurde 1949 erstmals eine Gemeinde eingerichtet, mit Verwaltungssitz im Dorf Shaoshan. 1958 wurde die Gemeinde in die Volkskommune Shaoshan (韶山公社) umgewandelt. Diese wurde 1984 im Zuge der Reform- und Öffnungspolitik aufgelöst und die Gemeinde Shaoshan wiederhergestellt. Der Zuschnitt des Gemeindegebiets änderte sich mehrmals. Im Jahr 2012 hatte Shaoshan zwei Monate lang 17 Dörfer, die jedoch im weiteren Verlauf teilweise der nördlich gelegenen Großgemeinde Qingxi zugeteilt wurden.

## Sehenswürdigkeiten

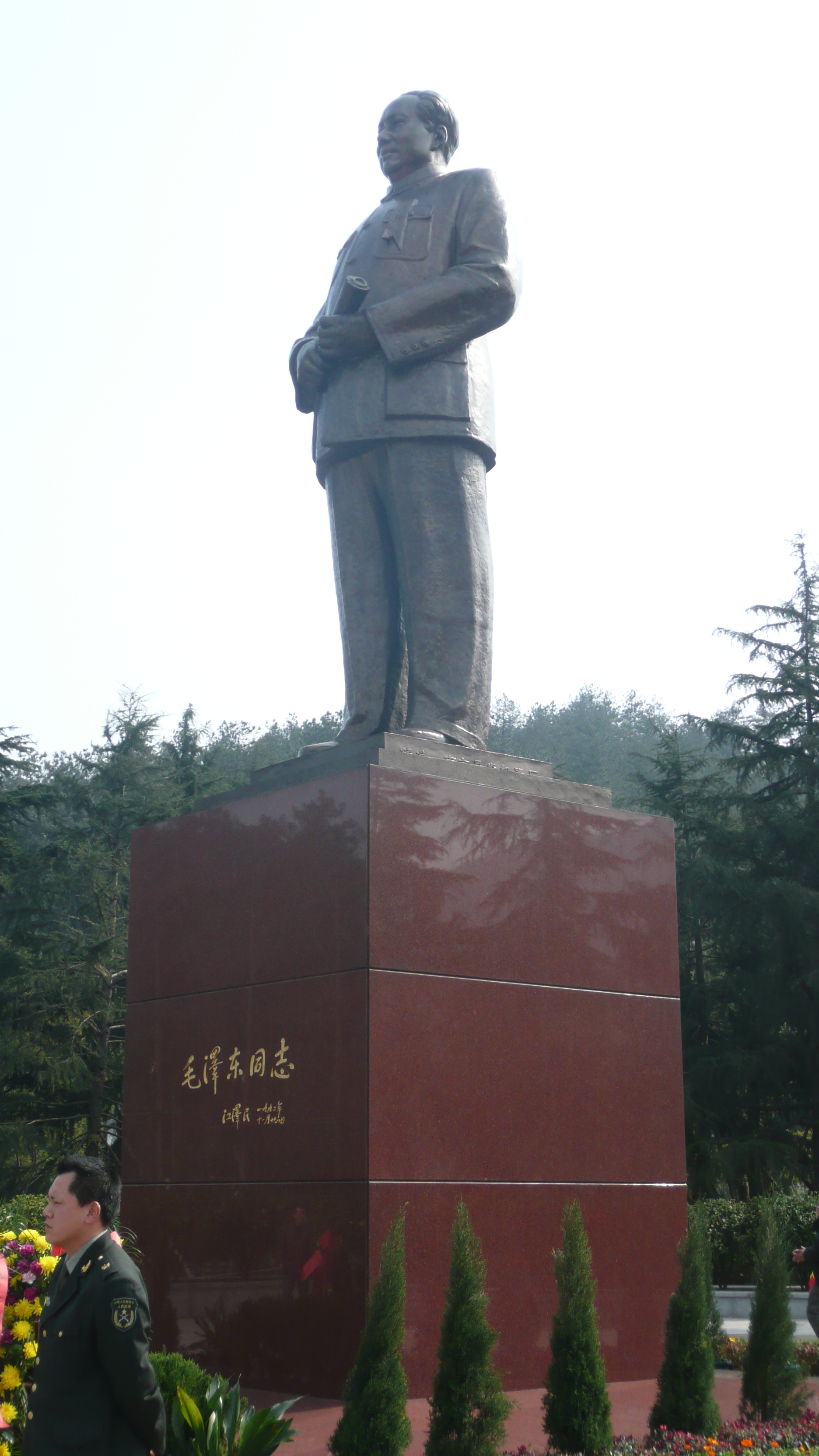
Die 10,1 m hohe Bronzestatue von Mao Zedong bei seinem Geburtshaus

Das zum Museum umgestaltete Geburtshaus Mao Zedongs liegt im Dorf Shaoshan und ist ein beliebtes Reiseziel in- und ausländischer Touristen. Es wird ergänzt durch zahlreiche weitere Einrichtungen (u. a. Bronzedenkmal, Mao-Zedong-Museum, Ahnentempel der Familie Mao). Seit dem 20. Dezember 2020 ist dort die Landekapsel des Raumschiffs Shenzhou 10 ausgestellt, mit dem drei Raumfahrer 2013 zum Weltraumlabor Tiangong 1 geflogen waren. Anlässlich des erfolgreichen Abschlusses der Mondgestein-Rückholmission Chang’e 5 wollte man damit Mao Zedong ehren, der 1965, als mit dem Projekt 651 die chinesische Raumfahrt begann, in dem Gedicht „Wieder auf den Jinggangshan steigen“ (水调歌头·重上井冈山) den Tang-Dichter Li Bai mit den Worten „Wir können zum Himmel hinaufsteigen und den Mond herunterholen“ zitiert hatte.
Etwa 1,5 km nordwestlich des Dorfes Shaoshan, am Fuße des Longtou-Bergs, befindet sich eine 2,8 km in den Berg hineinreichende Höhle (滴水洞), wohin sich Mao Zedong 1959 kurz vor der Konferenz von Lushan und 1966 kurz vor der Kulturrevolution jeweils für einige Tage zurückgezogen hatte. Dies sind die einzigen beiden Male, wo Mao nach der Machtübernahme 1949 seine alte Heimat besuchte. 1970 wurde neben der natürlichen Höhle ein 100 m in den Berg reichender Atomschutzbunker mit einem militärischen Kommandostand angelegt.

## Administrative Gliederung
Shaoshan setzt sich aus 10 Verwaltungsdörfern zusammen. Diese sind:
- Dorf Daping (大坪村);
- Dorf Huangtian (黄田村);
- Dorf Pingli (平里村);
- Dorf Shaoqian (韶前村);
- Dorf Shaorun (韶润村);
- Dorf Shaoshan (韶山村), Sitz der Gemeinderegierung;
- Dorf Shaoyang (韶阳村);
- Dorf Shuangshi (双石村);
- Dorf Xiangshao (湘韶村);
- Dorf Xinlian (新联村).